# Jorge Fontes - The Best Portuguese Guitar
The Best Portuguese Guitar este un album de muzică interpretată la chitară portugheză de Jorge Fontes. Albumul cuprinde atât melodii renumite din repertoriul de fado cât și melodii din folclorul potughez. Melodiile sunt compuse ori aranjate de Fontes sau de autori tradiționali precum César de Oliveira, Raul Ferrão, Artur Fonseca sau Carlos Dias.

## Înregistrări
Fața A
1. Anita No Carroucel (Jorge Fontes)
2. Abril Em Portugal	(Raul Ferrão)
3. Comboio Do Norte (Jorge Fontes)
4. Mãe Preta	(Caco Velho)
5. Cheira A Lisboa (César de Oliveira)
6. Verde Vinho (Rogério Bracinha)

Fața B
1. Canção De Minha Mãe (Jorge Fontes)
2. Casa Portuguesa (Artur Fonseca)
3. Tocam Os Sinos (Jorge Fontes)
4. Lisboa Antiga	(Raúl Portela)
5. As Minhas Variações Em Lá (Jorge Fontes)
6. Lisboa À Noite (Carlos Dias)